# Анастосопулос, Анастасиос
Анастасиос Анастасопулос (греч. Αναστάσιος Αναστασόπουλος, 1915 — 1981) — греческий шахматист, национальный мастер.
В период с середины 1950-х до середины 1970-х гг. входил в число сильнейших шахматистов Греции.
Трехкратный чемпион Греции (1960, 1961 и 1967 гг.).
В составе сборной Греции участник пяти шахматных олимпиад (1956, 1958, 1960, 1962 и 1966 гг.; в 1960 г. играл на 1-й доске; лучшие результаты показал в 1958 и 1966 гг., когда набрал 50% очков), полуфиналов командных чемпионатов Европы (предварительные соревнования проходили в 1967 и 1976 гг.; сборная оба раза выбыла из дальнейшей борьбы), двух Балканиад (1975 и 1976 гг.).
В 1968 г. участвовал в сеансе одновременной игры с часами на 5 досках, проводившемся будущим чемпионом мира Р. Фишером для сильнейших греческих шахматистов того времени (партия завершилась победой Фишера).

## Основные спортивные результаты
| Год  | Город   | Соревнование                                                       | + | −  | = | Результат | Место |
| ---- | ------- | ------------------------------------------------------------------ | - | -- | - | --------- | ----- |
| 1956 | Москва  | XII Олимпиада (сборная Греции, 4-я доска)                          | 4 | 8  | 2 | 5 из 14   |       |
| 1958 | Мюнхен  | XIII Олимпиада (сборная Греции, запасной)                          | 6 | 6  | 2 | 7 из 14   |       |
| 1960 |         | Чемпионат Греции                                                   |   |    |   |           | 1     |
|      | Лейпциг | XIV Олимпиада (сборная Греции, 1-я доска)                          | 2 | 11 | 7 | 5½ из 20  |       |
| 1961 |         | Чемпионат Греции                                                   |   |    |   |           | 1     |
| 1962 | Варна   | XV Олимпиада (сборная Греции, 2-я доска)                           | 7 | 10 | 1 | 7½ из 18  |       |
| 1966 | Гавана  | XVII Олимпиада (сборная Греции, 3-я доска)                         | 6 | 6  | 4 | 8 из 16   |       |
| 1967 |         | Чемпионат Греции                                                   |   |    |   |           | 1     |
|      | София   | Полуфинал командного чемпионата Европы (сборная Греции, 4-я доска) | 0 | 4  | 1 | ½ из 5    |       |
| 1975 | Стамбул | Балканиада (сборная Греции, 4-я доска)                             | 0 | 4  | 0 | 0 из 4    |       |
| 1976 | Афины   | Балканиада (сборная Греции, запасной)                              | 0 | 2  | 1 | ½ из 3    |       |
|      | Афины   | Полуфинал командного чемпионата Европы (сборная Греции, 8-я доска) | 0 | 6  | 0 | 0 из 6    |       |